# Łuczki (obwód grodzieński)
Łuczki (biał. Лучкі, Łuczki; ros. Лучки, Łuczki) – wieś na Białorusi, w obwodzie grodzieńskim, w rejonie lidzkim, w sielsowiecie Trzeciakowce.
Obok wsi rozciąga się duże torfowisko, które jest eksploatowane.

## Historia
W dwudziestoleciu międzywojennym leżały w Polsce, w województwie nowogródzkim, w powiecie lidzkim, w gminie Dokudowo. W 1921 miejscowość liczyła 38 mieszkańców, zamieszkałych w 7 budynkach, w tym 29 Polaków i 9 Białorusinów. 29 mieszkańców było wyznania rzymskokatolickiego i 9 prawosławnego.
Po II wojnie światowej w granicach Związku Sowieckiego. Od 1991 w niepodległej Białorusi.